# Брайан, Джо
Джозеф Эдвард Брайан (англ. Joseph Edward Bryan; 17 сентября 1993, Бристоль, Англия) — английский футболист, защитник клуба «Миллуолл».

## Карьера
Брайан родился в Бристоле. Он пришел через молодёжную команду города Бристоль и подписал свой первый профессиональный контракт в 2011 году на два года. 24 ноября 2011 года Брайан присоединился к клубу национальной лиги «Бат Сити» до января следующего года. Он отметился забитым мячом в победном матче с «Телфорд Юнайтед» (3:1). Дебютировал Джо на профессиональном уровне 6 марта 2012 года в победном матче с «Лестер Сити» в «Аштон Гейт». В марте 2013 года он вновь отправился в аренду и присоединился к «Плимут Аргайл» до конца сезона.
1 июля 2023 года Брайан в статусе свободного агента перешёл в «Миллуолл», заключив с клубом долгосрочный контракт.